# Karana gemmifera
Karana gemmifera là một loài bướm đêm trong họ Noctuidae.

## Hình ảnh

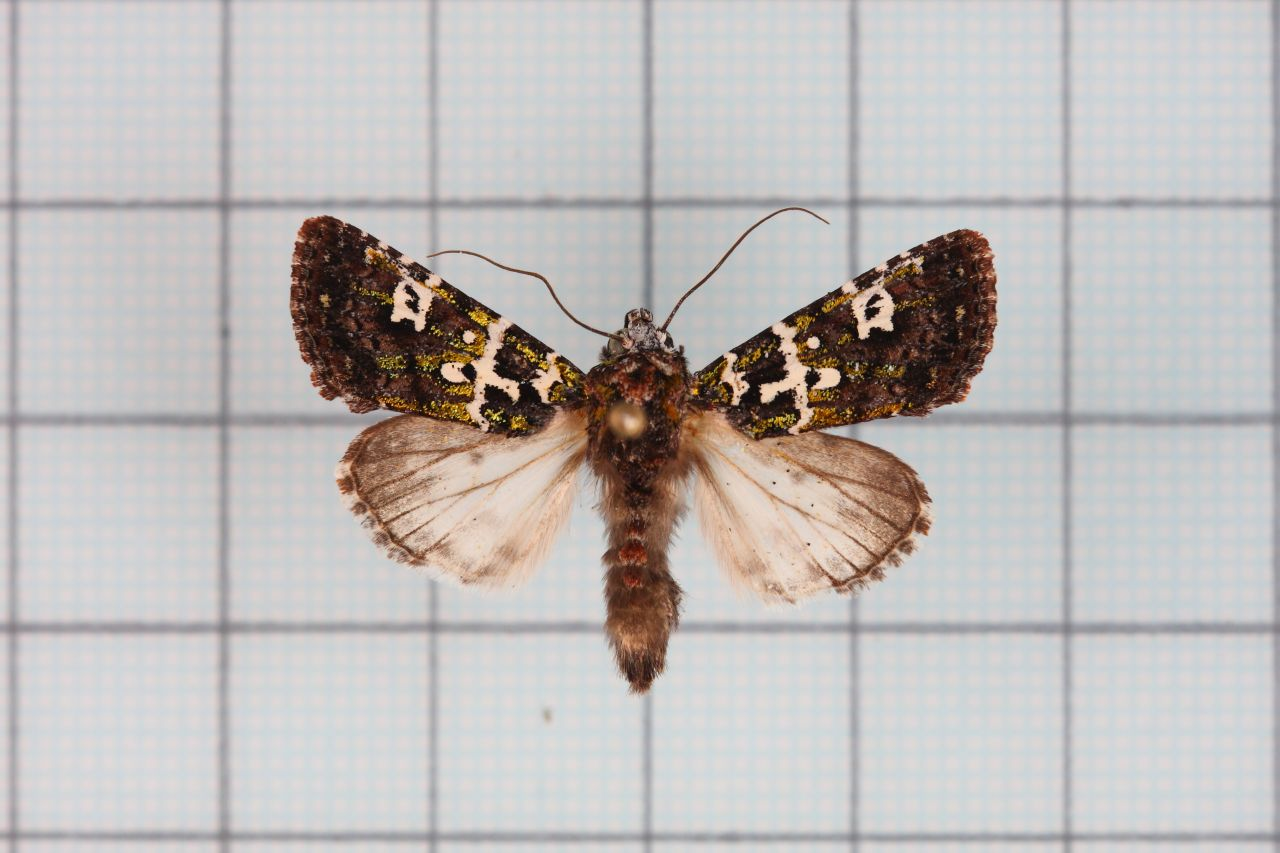
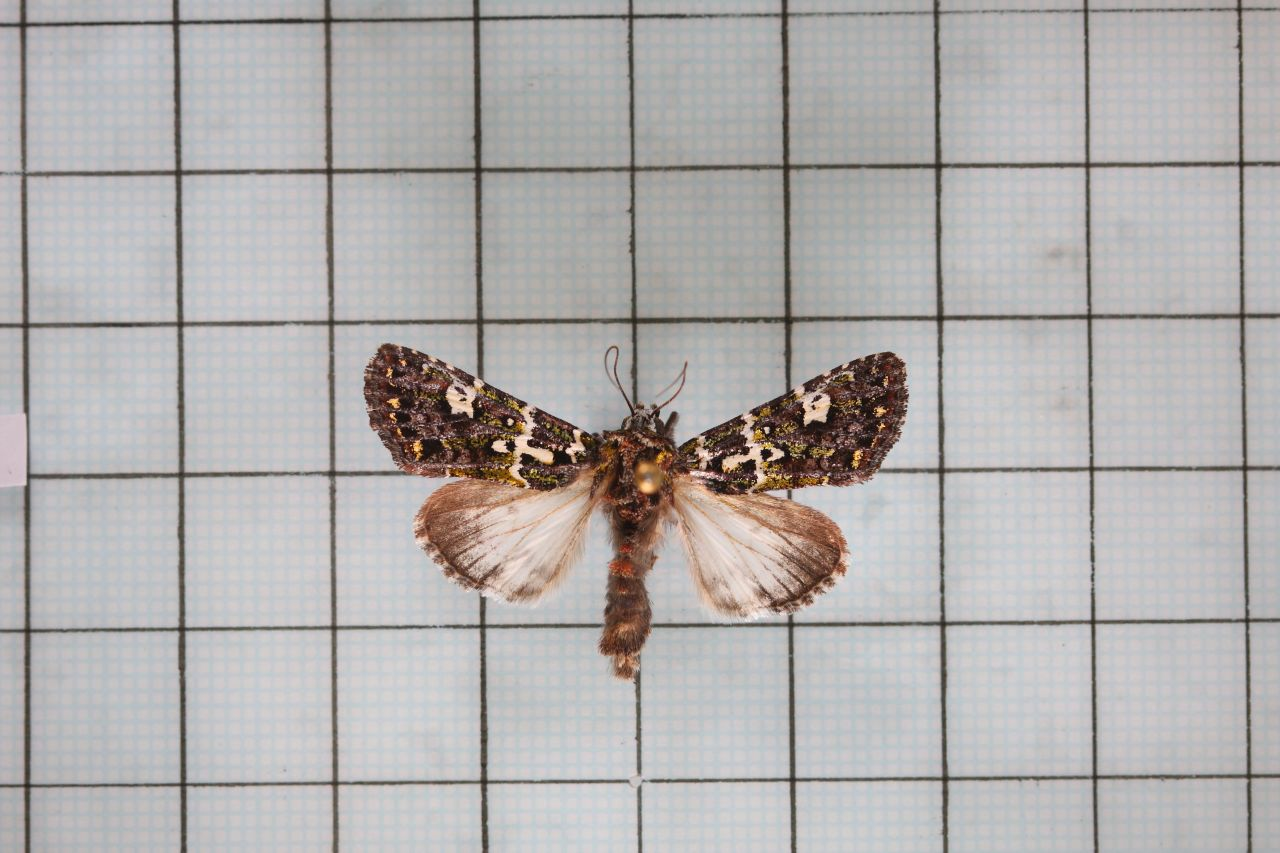